# Maculinea fasciata
Maculinea fasciata är en fjärilsart som beskrevs av Gillmer 1904. Maculinea fasciata ingår i släktet Maculinea och familjen juvelvingar. Inga underarter finns listade i Catalogue of Life.